# Monti Qitian
I monti Qitian (qí-tián lǐngP), noti anche come monti Guiyang (guì-yáng lǐngP) sono un gruppo montuoso situato a Chenzhou，provincia dello Hunan, la più piccola delle cinque catene montuose che costituiscono i monti Nanling. 
Si snodano attraverso il distretto di Beihu e la contea di Yizhang nel sud-ovest di Chenzhou.